# Bruno Schmid
Bruno Schmid (* 6. Mai 1944 in Donzdorf; † 22. Februar 2024 in Unterankenreute) war ein deutscher römisch-katholischer Theologe und Hochschullehrer.

## Leben
Schmid studierte in Tübingen und Lyon römisch-katholische Theologie u. a. bei Hans Küng und Joseph Ratzinger. Danach absolvierte er das Diakonat in Heidenheim. 1969 wurde er als Assistent an die Pädagogische Hochschule Ludwigsburg berufen. Parallel verfolgte er seine Promotion an der Universität Tübingen im Bereich der Theologischen Ethik, die er 1982 abschloss. 1982 wurde er als Professor für Katholische Theologie im Fachbereich Religionspädagogik an die Pädagogische Hochschule Weingarten berufen. Neben seiner Lehrtätigkeit für den katholischen Religionsunterricht war er ein Pionier der Didaktik des Ethikunterrichts. 2007 trat er in den Ruhestand.

## Schriften
- Sittliche Existenz in „Entfremdung“. Eine Untersuchung zur Ethik Jean-Jacques Rousseaus. Patmos, Düsseldorf 1983.
- Blätter zur Berufskunde. Band 2: Berufe mit geregelten Ausbildungsgängen an Berufsfachschulen, Fachschulen, in Betrieben und Verwaltungen sowie Berufe nach einem Studium an Fachhochschulen / 4, A, 33. Katholischer Diplomreligionspädagoge, katholische Diplomreligionspädagogin (FH). 3. Auflage. 1981. 4. Auflage 1985.
- mit Lothar Kuld: Lernen aus Widersprüchen. Dilemmageschichten im Religionsunterricht. Auer, Donauwörth 2001.
- mit Wolf-Peter Bischoff: Nicht töten, aber in Würde sterben lassen. Stiftung Liebenau, Liebenau 2004.